# Sean Edwards
Sean Edwards (6. december 1986 – 15. oktober 2013) var en professionel britisk racerkører. Han var som co-driver med til at vinde 24-timers racerløbet på Nürburgring i 2013 . Han døde som passager i en privat testkørsel i oktober 2013, på en racerbane i Queensland, Australien .

## Eksterne kilder
1. ↑  Mercedes claims first Nurburgring 24 Hours victory autosport.com 20. maj 2013
2. ↑  Formel 1 håb Sean Edwards død i frygtelig ulykke Arkiveret 8. august 2014 hos  Wayback Machine sportsfanplus.dk 15. oktober 2013
3. ↑  English race driver Sean Edwards killed in Queensland Raceway crash at Willowbank". Australian Broadcasting Corporation. October 15, 2013. læst 30. juli 2014.